# LAN Chile Flight 210
Flygolyckan med LAN Chile Flight 210, en DC3, inträffade 3 april 1961 i bergskedjan Anderna på 3200 meters höjd omkring 35 mil söder om Chiles huvudstad Santiago de Chile. Planet försvann under en flygning mellan Osorno i södra Chile och Santiago de Chile. Ombord på planet, fanns totalt 24 personer, åtta av dem var fotbollsspelare från det chilenska topplaget Green Cross. Den mest kända var den argentinska landslagsspelaren Eliseo Mouriño. Planet var ett av två plan som flög hem truppen efter en match i Osorno. 
Orsaken till olyckan är oklar, enligt radiokommunikationen mellan förarkabin och flygledare på marken ska piloterna ha rapporterat om isbildning på vingar och propellrar.
Efter haveriet följde en tid av resultatlöst sökande i Anderna. Över 50 år efter återfann en grupp bergsbestigare 2015 resterna av det havererade flygplanet, stora delar av flygplanskroppen var intakt och på nedslagsplatsen hittades också benrester och bråte. Den exakta nedslagsplatsen hålls hemlig, eftersom det fruktas att vraket ska plundras. 

## Omkomna
Vid olyckan omkom 24 personer: 4 besättningsmedlemmar och 20 passagerare; bland dem:
- Manuel Contreras Ossandón fotbollsspelare
- Dante Coppa Mendoza, fotbollsspelare
- Lucio Cornejo Díaz, fotbollsdomare
- Roberto Gagliano Guzmán, fotbollsdomare
- Berti González Caballero, fotbollsspelare
- Mario González, Green Cross' sjukgymnast
- Hermosilla David Alcaide, fotbollsspelare
- Gastón Hormazábal Díaz, fotbollsspelare
- Luis Medina som representant för Chiles fotbollsförbund
- Eliseo Mouriño Oyarbide, fotbollsspelare
- José Silva León, fotbollsspelare
- Héctor Toledo Pozo, fotbollsspelare
- Pedro Valenzuela Bello, kontrollant från Centrala fotbollsförbundet (JFA)
- Arnaldo Vásquez Bidoglio, Green Cross' coach
- Alfonso Vega Mundaca, fotbollsspelare.

## Externa hänvisningar
- Försvunnet flygplan hittat efter 50 år - SVT.se